# Magnolia × loebneri
A Magnolia × loebneri vagy Loebner-liliomfa a liliomfafélék (Magnoliaceae) családjába tartozó japán liliomfa (M. kobus) és a csillagvirágú liliomfa (M. stellata) először Németországban előállított mesterséges hibridje. Max Loebner nemesítette. Számos fajtáját dísznövényként termesztik. A savanyú vagy semleges talajt, félárnyékos helyet kedveli, télálló.

## Leírása
Lombhullató, terebélyes, 4-10 métere növő fa. Visszástojásdad, elliptikus levelei 15 cm hosszúak, fényes sötétzöldek, rendszerint kopaszok. Szürke, sima kérge van. Virágai felállóak, változatosak, 15 cm átmérőjűek, fehérek, rózsaszínűek. Takarójuk három kisebb és 16-nál is több nagyobb lepelből áll. Lombfakadás előtt nyílnak. Termése hengeres, rózsásvörös, 10 cm hosszú tobozszerű tüszőcsoport.

## Fajtái
Több kiváló minőségű fajtája ismert.
- 'Merrill' - rügyfakadáskor rózsás árnyalatú, majd fehér virágtakarója legfeljebb 15 lepelből áll. Rövid hegyű elkeskenyedő vállú levelei vannak.
- 'Leonard Messel' - lilás rózsaszín virágtakarója 12 lehajló lepelből áll. Viszonylag keskeny levelei vannak.

## Képek

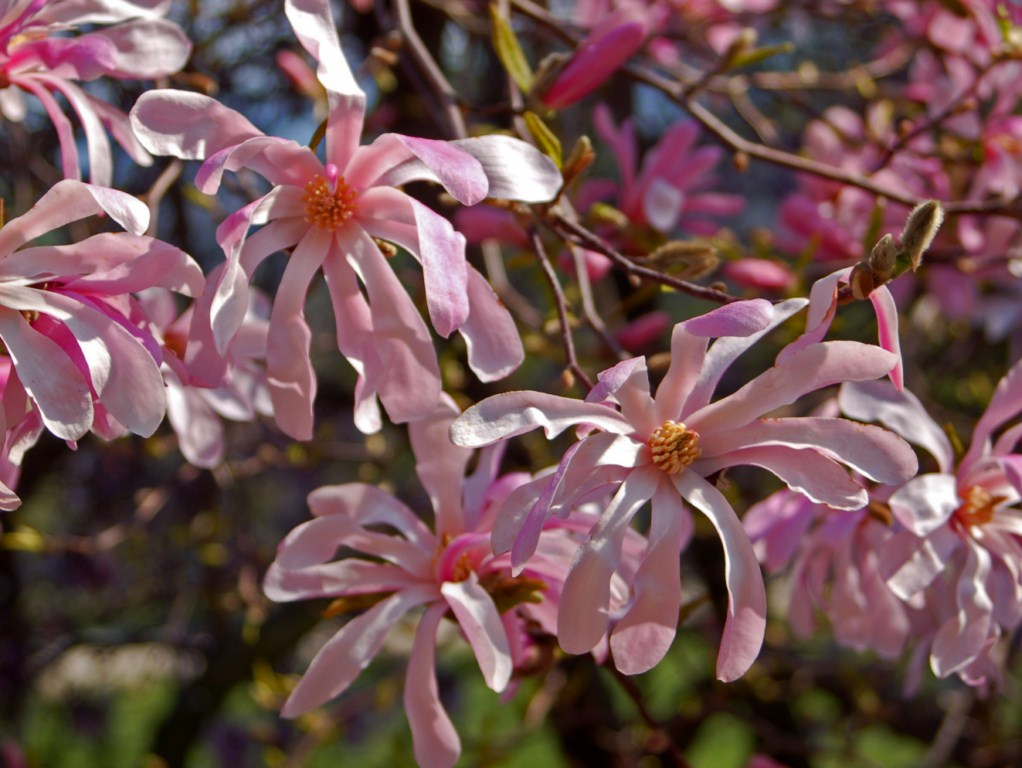
Magnolia × loebneri 'Leonard Messel'
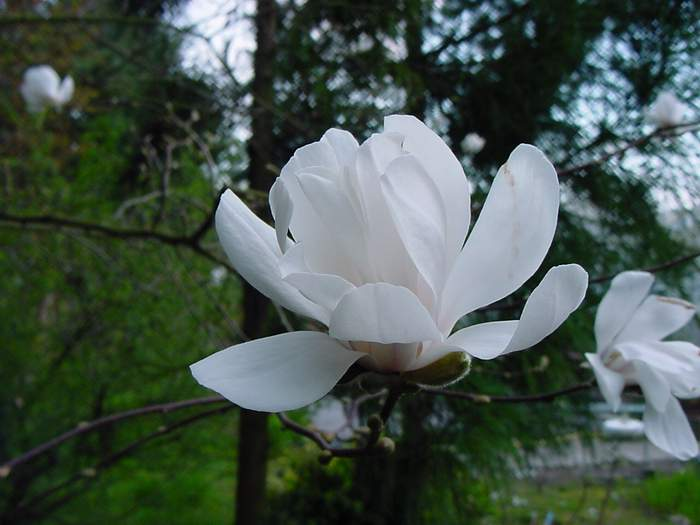
Magnolia x loebneri 'Merrill'